# Alfred Ehrlich
Alfred Ehrlich (* 23. September 1854; † 20. Januar 1926) war ein deutscher Vizeadmiral der Kaiserlichen Marine.

## Leben
Alfred Ehrlich trat Ende Mai 1871 als Kadett in die Marine des Norddeutschen Bundes ein und war 1872 auf die Gazelle. Mit Patent zum 21. September 1879 wurde er Leutnant zur See und war 1880 auf der Hansa. Mitte September 1884 kam er als Adjutant zur I. Matrosendivision nach Kiel. Als Kapitänleutnant (Beförderung mit Patent zum 16. Juli 1887) wurde er im März 1891 Chef der III. Torpedoboots-Division und zugleich Kommandant des Divisionsbootes D 3. Am 25. April 1892 übernahm er in Vertretung die Geschäfte als Kommandeurs der I. Torpedo-Abteilung und wurde dort Präses der Waffen-Reparatur-Kommission. Ende April 1892 erfolgte seine Wahl zum stellvertretenden Präses in den Ehrenrat des Ehrengerichts der I. Matrosendivision. Vom 13. Januar 1893 bis 11. Oktober 1893 war er mit dem Kommando der Wacht betraut. Anfang März 1894 kam er als Erster Offizier auf die Sachsen. Mit RDA zum 13. April 1894 wurde er hier zum Korvettenkapitän befördert. Am 20. September 1894 erhielt er das Kommandeurkreuz 2. Klasse des Dannebrogordens. Für den Herbst 1894 wurde er an das Reichsmarineamt kommandiert.
Ab Oktober 1897 war er für ein Jahr Kommandant der Frithjof und erhielt in dieser Position die Beförderung zum Korvettenkapitän mit Oberstleutnantsrang. Vom 27. August 1898 bis April 1901 war er Kommandant der Stosch. Am 30. Januar 1899 besuchten die Stosch und die Charlotte Oran und waren damit die ersten deutschen Kriegsschiffe, die nach dem Deutsch-Französischen Krieg von 1870/71 wieder einen französischen Hafen anliefen. Im November 1899, während der bewaffneten Erhebung Cipriano Castros gegen den bisherigen Präsidenten Ignacio Andrade in Venezuela, löste die Stosch die Kreuzerkorvette Nixe vor dem venezolanischen Hafen Puerto Cabello ab, um deutsche Staatsbürger und Interessen dort zu schützen, griff aber bei der Beschießung und Eroberung der Stadt durch Castros Truppen nicht ein. Der Einsatz dort endete am 12. März 1900. In dieser Position wurde er bis zum Kapitän zur See befördert. Anschließend war er bis 1903 Kommandeur der Marineschule Kiel in Düsternbrook und war von September 1903 bis Dezember 1903 Kommandant der Kaiser Karl der Große. Er übernahm bis September 1904 als Kommandant die Mecklenburg. Mit der Indienststellung Mitte Oktober 1904 war er bis September 1905 Kommandant der Braunschweig. Zum 15. Oktober 1908 wurde er als Festungskommandant von Wilhelmshaven mit der Verleihung des Charakters als Vizeadmiral zur Disposition gestellt.
Später war er von Oktober 1914 bis Juni 1916 Kommandant der Befestigungen des Reichskriegshafens Wilhelmshaven. Am 13. Mai 1916 wurde er zum Vizeadmiral befördert.